# 凹顶扇贝
凹顶扇贝（学名：Pecten excavatus），是莺蛤目海扇蛤科海扇蛤属的一种。主要分布于韩国、中国大陆、台湾，常栖息在潮下带、水深10－80米的泥沙及细沙沙底。